# Hong Kong Pegasus FC
Hong Kong Pegasus FC (celým názvem: Hong Kong Pegasus Football Club; čínsky znaky tradiční 香港飛馬足球會) je čínský profesionální fotbalový klub, který sídlí ve zvláštní správní oblasti Čínské lidové republiky Hongkongu. Založen byl v roce 2008 pod názvem TSW Pegasus FC. Svůj současný název nese od roku 2015. Klubové barvy jsou červená, černá a žlutá. Od sezóny 2008/09 působí v hongkongské nejvyšší fotbalové soutěži.
Své domácí zápasy odehrává na Hong Kong Stadium s kapacitou 40 000 diváků.

## Historické názvy
- 2008 – TSW Pegasus FC (TSW Pegasus Football Club)
- 2012 – Sun Pegasus FC (Sun Pegasus Football Club)
- 2015 – Hong Kong Pegasus FC (Hong Kong Pegasus Football Club)

## Získané trofeje
- Hong Kong Senior Challenge Shield ( 1× )
  - 2008/09
- Hong Kong FA Cup ( 2× )
  - 2009/10, 2015/16

## Umístění v jednotlivých sezonách
Stručný přehled
Zdroj: 
- 2008–2014: Hong Kong First Division League
- 2014– : Hong Kong Premier League

Jednotlivé ročníky
Zdroj: 
Legenda: Z - zápasy, V - výhry, R - remízy, P - porážky, VG - vstřelené góly, OG - obdržené góly, +/- - rozdíl skóre, B - body, červené podbarvení - sestup, zelené podbarvení - postup, fialové podbarvení - reorganizace, změna skupiny či soutěže
| Hongkong (2008 – ) |                                 |        |    |    |   |   |    |    |     |    |        |
| Sezóny             | Liga                            | Úroveň | Z  | V  | R | P | VG | OG | +/- | B  | Pozice |
| 2008/09            | Hong Kong First Division League | 1      | 24 | 12 | 5 | 7 | 51 | 23 | +28 | 41 | 7.     |
| 2009/10            | Hong Kong First Division League | 1      | 18 | 10 | 5 | 3 | 33 | 21 | +12 | 35 | 2.     |
| 2010/11            | Hong Kong First Division League | 1      | 18 | 10 | 1 | 7 | 40 | 28 | +12 | 31 | 3.     |
| 2011/12            | Hong Kong First Division League | 1      | 18 | 12 | 2 | 4 | 48 | 26 | +22 | 38 | 2.     |
| 2012/13            | Hong Kong First Division League | 1      | 18 | 4  | 9 | 5 | 35 | 29 | +6  | 21 | 5.     |
| 2013/14            | Hong Kong First Division League | 1      | 18 | 10 | 2 | 6 | 40 | 28 | +12 | 32 | 2.     |
| 2014/15            | Hong Kong Premier League        | 1      | 16 | 8  | 3 | 5 | 34 | 23 | +11 | 27 | 3.     |
| 2015/16            | Hong Kong Premier League        | 1      | 16 | 4  | 5 | 7 | 22 | 27 | -5  | 17 | 5.     |
| 2016/17            | Hong Kong Premier League        | 1      | 20 | 7  | 5 | 8 | 35 | 35 | 0   | 26 | 8.     |
| 2017/18            | Hong Kong Premier League        | 1      | 20 |    |   |   |    |    |     |    |        |

## Účast v asijských pohárech
Zdroj: 
| Ročník | Soutěž    | Kolo               | Klub                | Doma | Venku | Celkem   |
| ------ | --------- | ------------------ | ------------------- | ---- | ----- | -------- |
| 2011   | Pohár AFC | Základní skupina F | Sông Lam Nghệ An FC | 2:3  | 2:1   | 3. místo |
| 2011   | Pohár AFC | Základní skupina F | Sriwijaya FC        | 1:2  | 2:3   | 3. místo |
| 2011   | Pohár AFC | Základní skupina F | VB Addu FC          | 3:0  | 5:3   | 3. místo |